# Laguna Tucunqui
La laguna Tucunqui es un lago de Bolivia, ubicado en la región del Altiplano. Administrativamente está ubicada en el municipio de San Antonio de Esmoruco de la provincia de Sud Lípez en el departamento de Potosí, en la zona suroeste del país. La laguna Tucunqui se encuentra a 4,478 metros sobre el nivel del mar y cubre una superficie de 2,7 kilómetros cuadrados.